# Magnus Lindqvist (skådespelare)
Magnus Lindqvist, född 24 januari 1973 i Valbo utanför Gävle, är en svensk musiker och skådespelare.
Lindqvist var en av clownerna i Linkus & Hesse mellan 1994 och 2005 och spelade bas och sjöng i bandet Alive 2001–2003. Han var också sångare i hårdrocksbandet Reazon 1987–2007. Under 2000-talet har han synts flitigt i TV som skådespelare i TV-serien Mästerverket samt i ett antal reklamfilmer. Är 2005 deltog han som låtskrivare i Melodi Grandprix i Norge och slutade på en femteplats.

## Nämnvärda medverkanden
- 2012 The Storyteller "Uninvited Guest" kör
- 2011 Hur många lingon finns det i världen?, Cafébesökare
- 2008 Evening Star, Sångare
- 2007 Klippshowen Kanal 5, Clown i vinjett
- 2006  Mästerverket SVT, Jägare
- 2005  Reklamfilm Volvodäck, Materialförvaltare
- 2005  Mästerverket SVT, Jägare
- 2005  Melodi Grand Prix Norge, Kompositör till bidraget You Are The One
- 2004  Bocken Brinner (Musikvideo) Westlund Sound, Tomte
- 2004-2006  Reazon Valbos Finest Since 1987", Producent/sångare
- 2003-2006  Reklamjinglar Westlund Sound, Speaker och sångare
- 2003  Melodifestivalen SVT, Basist och sångare i Alive
- 2003  Alive CDS "Ingen Annan", Bas och sång
- 2002  Alive CDS "Långt Bort Men Nära", Basist och sång
- 2000  Lattjo Lajban TV4, Trollande Clown
- 1995-1997  Iskallt korsdrag, Mr Gulfeldt
- 1993  Torsdag den 12:e, Vaktmästare (skådespelare)
- 1989  Tom Stigfinnare, Musikalartist
- 1989  CUF tävling, Vann Singelinspelning med Reazon, tävling i Bollnäs
- 1988  Rock -88, Sångare i Reazon. Turné i och kring Gävle
- 1987  Rock -87, Sångare i Reazon. Turné i och kring Gävle